# 아산 원천재
아산 원천재(牙山 原泉齋)는 대한민국 충청남도 아산시 송악면, 진주강씨의 동족마을인 동화리에 위치한 서당건물이다. 2009년 10월 20일 충청남도의 문화재자료 제402호로 지정되었다.

## 개요
원천재는 진주강씨의 동족마을인 동화리에 위치한 서당건물이다. 원천재의 건립과정은 원천재에 걸려 있는 원천재서 현판에 의하면 집안이 대대로 청빈하였던 탓에 총명한 인물이 배울 장소가 없을 만큼 곤궁하였고 이에 집안의 인재들을 교육할 수 있는 장소가 없음을 안타까워한 강태한이 터를 잡고 그의 형 태윤이 도와 건물을 마련하였다 전하고 있다. 건축년도는 현판에 ‘甲戌’이라 표기되어 있는데, 강태한의 생몰년으로 미루어 1934년으로 추정된다. 1950년 개교한 송남초등학교 동화분교의 전신으로 건물은 정·측면 각 3칸인 一자형 평면구조로 팔작지붕을 올렸고 주위를 담으로 두르고 있다.

## 같이 보기
- 송남초등학교

## 참고 자료
- 아산 원천재 - 국가유산청 국가유산포털
- 원천재 - 아산시 문화관광